# Kielecka Szkoła Krajobrazu

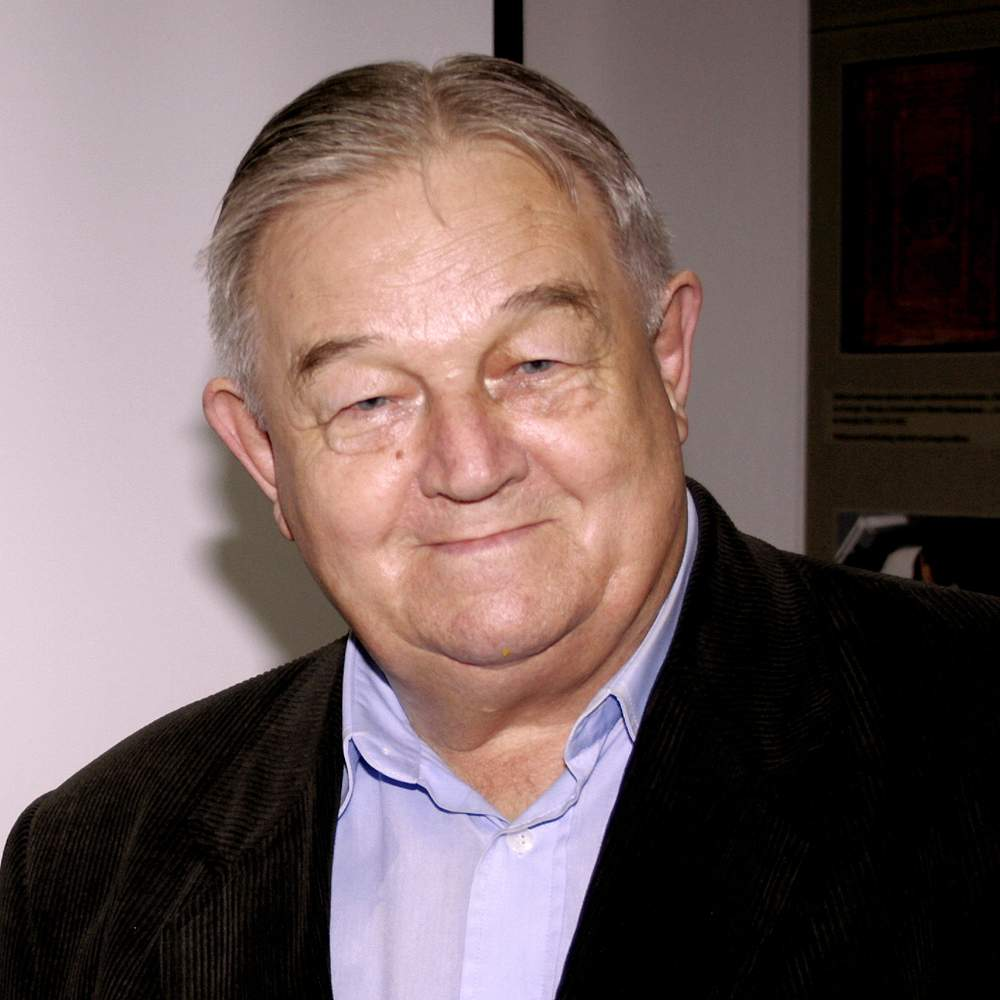
Paweł Pierściński – twórca Kieleckiej Szkoły Krajobrazu

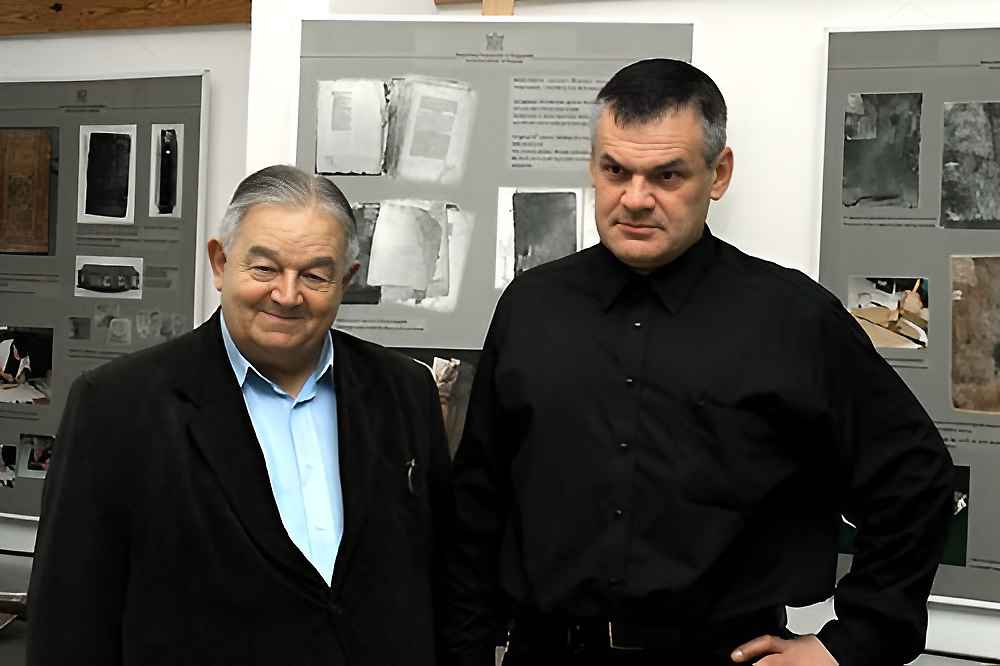
Od lewej: Paweł Pierściński, Paweł Matyka (2010)

Kielecka Szkoła Krajobrazu – kanon estetyczny, system działalności i idei społecznej, zapoczątkowanej w Kielcach, w 1955 roku – od utworzenia kieleckiego oddziału Polskiego Towarzystwa Fotograficznego. Nazwa kierunku artystycznego w fotografii oraz nazwa grupy fotografów, którzy stworzyli oryginalny i rozpoznawalny styl w fotografowaniu pejzaży Kielecczyzny.

## Charakterystyka
Cechą szczególną, środkiem wyrazu fotografii Kieleckiej Szkoły Krajobrazu – to fotografia czarno-biała, sporządzana, wykonywana w czystej odbitce bromowej. W wyjątkowych sytuacjach (zależnie od indywidualnych cech fotografowanego planu, krajobrazu) dopuszczalne są techniki tonorozdzielcze. 
Inną cechą charakterystyczną dla fotografii KSK – jest eliminowanie nieba (wąski pasek), ew. brak nieba w kompozycji – z korzyścią dla podkreślenia jednorodności fotografowanego pejzażu. Chmury w pracach kieleckich artystów występują jedynie w nielicznych, uzasadnionych przypadkach.

## Historia
Nazwę „Kielecka Szkoła Krajobrazu” zaczęto używać od 1963 roku – od I Biennale Krajobrazu Polskiego w Warszawie. Wówczas to Jan Sunderland – krytyk sztuki, fotograf, współzałożyciel ZPAF – użył po raz pierwszy tego określenia, zwracając uwagę na nietuzinkowe stylistycznie fotografie grupy kieleckich artystów. Zasady artystyczne, warsztatowe i estetyczne w fotografii Kieleckiej Szkoły, zostały opracowane, określone i opisane (m.in. w „Czas krajobrazu” – wyd. Muzeum Historii Fotografii im. Walerego Rzewuskiego w Krakowie; 2004) przez Pawła Pierścińskiego, uważanego za twórcę Kieleckiej Szkoły Krajobrazu.
Artyści KSK wielokrotnie brali udział w wystawach fotografii w Polsce i za granicą, m.in. w USA i Japonii. Najbardziej intensywnym okresem pracy kieleckich pejzażystów były lata 1962–1968. W latach 1975–1988 Kielecka Szkoła Krajobrazu uczestniczyła w 146 wystawach – w kraju i za granicą. Biuro Wystaw Artystycznych w Kielcach zgromadziło ok. 2000 fotografii artystów Kieleckiej Szkoły, w tym fotografie skatalogowane w cyklach: „Portret Ziemi”, „Puszcza Jodłowa”, „Małe formy krajobrazowe”, „Kielce – Włoszczowa”, „Ziemia po kielecku”, „Mistrzowie Kieleckiej Szkoły Krajobrazu”.
Inną formą działalności KSK są warsztaty, adresowane do młodych pasjonatów fotografii.
W 1980 roku Kielecką Szkołę Krajobrazu nagrodzono zbiorową Odznaką Za Zasługi dla Kielecczyzny, w 1982 roku Nagrodą Zespołową I stopnia z Funduszu Nauki i Kultury im. Stianisława Staszica, w 1983 roku zbiorową Nagrodą Ministra Kultury i Sztuki I stopnia – za stworzenie artystycznej dokumentacji polskiego krajobrazu rolniczego.
W 1983 roku wydano w Krakowie album – Kieleckie krajobrazy, w którym szczegółowo przedstawiono sylwetki 25 twórców Szkoły. W 2018 z inicjatywy Małgorzaty Sajkiewicz-Kręt utworzono Fundację im. Kieleckiej Szkoły Krajobrazu, której celem jest m.in. promocja dorobku twórczego twórców Kieleckiej Szkoły Krajobrazu.

## Wybrani artyści Kieleckiej Szkoły Krajobrazu
- Andrzej Borys[19][20]
- Janusz Buczkowski[21][22][23]
- Wacław Cisłowski[24]
- Tadeusz Jakubik[25]
- Piotr Kaleta[26]
- Jerzy Kamoda[27]
- Stanisław Lipka[28]
- Jerzy Mąkowski[29]
- Andrzej Pęczalski[30]
- Jerzy Piątek[31][32][33]
- Henryk Pieczul[34]
- Paweł Pierściński[35][36][37][38]
- Jan Siudowski[39]
- Jan Spałwan[40][41]
- Stanisław Sudnik[42]
- Andrzej Ziemkiewicz[28]